# Верещагино (Липецкая область)
Вереща́гино (ранее Андре́евка) — деревня в Кривецком сельсовете Добровского района Липецкой области.

## География
Деревня стоит на автодороге между селом Борисовка (западнее Верещагино) и деревней Леденёвка (восточнее Верещагино). К северу от дороги расположен крупный лесной массив — Добровский лес, через который проходит автотрасса Доброе—Мичуринск. За нею, ещё севернее, находится село Кривец, центр сельсовета. К югу от дороги, на которой стоит деревня — поля. Юго-западнее населённого пункта на пересыхающем водотоке, который в дальнейшем протекает через Борисовку, устроено водохранилище.

## История
Деревня возникла не позднее первой половины XIX века. На карте Тамбовской губернии А. И. Менде 1862 года населённый пункт обозначен как сельцо Андреевка. По данным того же 1862 года, Андреевка — это владельческое сельцо из 7 дворов, при безымянном болоте. Проживало в Андреевке в 1862 году 86 человек. Своё название селение получило по имени одного из владельцев. Встречаются утверждения, что Андреевка была основана помещиком Верещагиным на принадлежащем ему участке земли размером в 120 десятин и первоначально называлась Верещагино. В церковном отношении в 1862 году Андреевка относилась к приходу церкви Преображения Господня села Кривец.
По сведениям Специальной карты Европейской России И. А. Стрельбицкого, составленной в 1865—1871 годах (лист 59, издан в 1869 году), Андреевка — населённый пункт размером от 10 до 20 дворов на почтовой дороге из Липецка в Козлов. В Андреевке находилась почтовая станция. Деревня входила в Лебедянский уезд Тамбовской губернии. По состоянию на 1914 год в Андреевке располагалась экономия графа фон Сиверса.
В период коллективизации в селении был образован колхоз «Вторая пятилетка» (председатель — А. Д. Игнатов). Во второй половине 1930-х — начале 1940-х годов в Андреевке было 33 двора. В феврале 1950 года мелкая артель «Вторая пятилетка» (бывший колхоз) вошла в состав колхоза «Память Куйбышева» села Кривец.
Переименование Андреевки в Верещагино произошло, по-видимому, в 2008—2009 годах: паспорт Добровского района по состоянию на 1 января 2008 года ещё содержит упоминание о деревне Андреевка, а паспорт района по состоянию на 1 января 2010 года уже упоминает деревню Верещагино.

## Население
| 2010 |
| ---- |
| 15   |

Численность населения в конце XX — начале XXI века
| Дата          | Численность, чел. | Число дворов (домохозяйств) |
| 1990          | ≈20               | н/д                         |
| 1 января 2002 | 21                | 9                           |
| Октябрь 2002  | 13                | н/д                         |
| 1 января 2008 | 19                | 8                           |
| 1 января 2010 | 17                | 8                           |
| Октябрь 2010  | 15                | н/д                         |

Половой и национальный состав
Согласно переписи 2002 года, в деревне Андреевка проживало 6 мужчин и 7 женщин, 92 % населения составляли русские.

## Инфраструктура
По состоянию на 2019 год формально в Верещагине улиц и переулков не числится. Фактически в деревне одна улица, которая является участком автодороги областного значения Липецк—Мичуринск. Общая протяжённость дороги в пределах деревни составляет 12,2 км (покрытие — асфальтобетон). В населённом пункте есть газ, телефон, электричество.